# Jeremy Francis Gilmer
Pour les articles homonymes, voir Gilmer.
Jeremy Francis Gilmer (23 février 1818 - 1er décembre 1883) est un militaire américain, cartographe, et ingénieur civil plus remarqué pour son service en tant du chef ingénieur de l'armée des États confédérés pendant la guerre de Sécession. En tant que major général, il supervise la planification de l'élaboration des défenses de la ville d'Atlanta, Géorgie.

## Avant la guerre de Sécession
Gilmer naît dans le comté de Guilford, Caroline du Nord. Il entre dans le corps des ingénieurs en tant que second lieutenant après l'obtention du diplôme de l'académie militaire de West Point en 1839. Il sort quatrième de sa promotion qui comprend les futurs généraux de la guerre de Sécession Halleck, Canby, Hunt, et Ord. Il est professeur assistant d'ingénierie à West Point jusqu'en juin 1840, où il est affecté auprès de la ville de New York en tant ingénieur adjoint lors de la construction du fort Schuyler (en) dans le port de New York.
Gilmer sert lors de la guerre américano-mexicaine en tant que chef chef ingénieur de l'armée de l'Ouest dans le territoire du Nouveau-Mexique et aide à concevoir et construire le fort Marcy (en) à Sante Fe. Il fait aussi les plans des champs de bataille près de Mexico. 
Affecté en Géorgie, il supervise les améliorations du fleuve Savannah et la construction du fort Jackson et du fort Pulaski.
Jusqu'à 1861, il est actif en réalisant des plans, construisant des fortifications sur différents sites, comme San Francisco en Californie, et en exécutant plusieurs améliorations de rivières et de ports.

## Guerre de Sécession

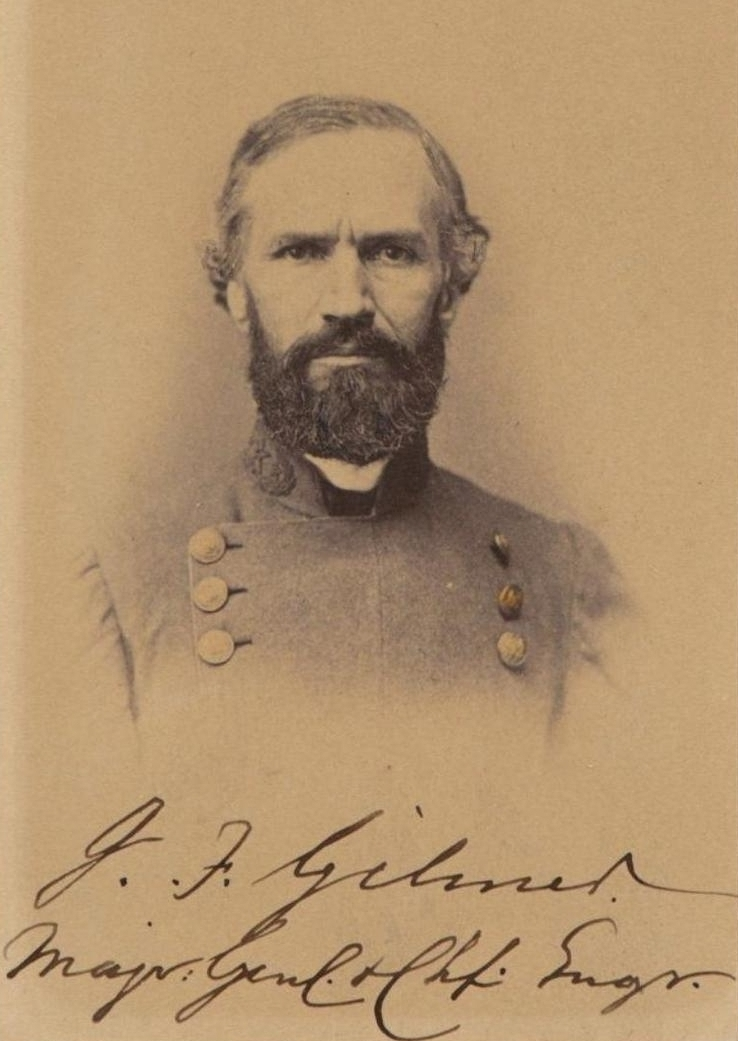
Carte de visite d’un portrait en buste de Jeremy Francis Gilmer en uniforme. Inscription au recto : J. F. Gilmer, Major-Général et Ingénieur en chef. Inscription au verso : Album P, collection de Géorgie, p. 32. Issue des collections de la Confederate Memorial Literary Society, gérées par la Virginia Historical Society.

Au déclenchement de la guerre de Sécession, il démissionne en juin 1861, quitte la Californie, et entre dans l'armée confédérée. Il est nommé commandant des ingénieurs. Il devient rapidement chef ingénieur de l'état-major du général A. S. Johnston en tant que lieutenant colonel. Gilmer est sévèrement blessé au bras droit lors de la bataille de Shiloh, où Johnston est tué. Après avoir recouvré la santé en Géorgie, Gilmer est promu chef ingénieur du département de Virginie du Nord au début d'août 1862. Il est affecté à Richmond avec le grade de brigadier général.
En 1863, il est promu major général et est nommé chef du bureau des ingénieurs pour la Confédération. Il consacre du temps à la supervision des défenses de Charleston, Caroline du Sud, bien qu'il continue à souffrir de problèmes de santé récurrents de suites de sa blessure à Shiloh. Convaincu que la voie ferrée vitale et le centre manufacturier d'Atlanta deviendront une cible des forces de l'Union, il charge l'homme d'affaires et entrepreneur d'Atlanta Lemuel P. Grant (en) d'établir un plan pour faire une ceinture de forts et d'ouvrages autour de la ville le long des toutes des approches critiques. Ces défenses élaborées se révéleront difficiles à capturer par des assauts frontaux, obligeant l'armée de l'Union à mener le siège d'Atlanta durant l'été 1864.
Gilmer aide à améliorer les défenses de Mobile, Alabama, en juin et juillet 1864. Il retourne à Richmond en juillet 1864 et est y reste jusqu'à la fin de la guerre en tant que chef du bureau des ingénieurs.

## Après la guerre
Après la guerre, de 1867 à 1883, Gilmer est président et ingénieur de la Savannah Gas Company. Il est aussi directeur de la Georgia Central Railroad.

## Mort
Jeremy F. Gilmer meurt d'une crise cardiaque à Savannah, Géorgie, et est enterré dans le cimetière de Laurel Grove.